# 杰克·博蒙特
杰克·博蒙特（英語：Jack Beaumont，1993年11月21日—），英国男子赛艇运动员。他曾代表英国参加2016年和2020年夏季奥林匹克运动会赛艇比赛，其中2020年奥运会获得一枚银牌。